# سيباستيان بولتير
سيباستيان بولتير (بالألمانية: Sebastian Polter)‏ (1 أبريل 1991 بفيلهلمسهافن في ألمانيا - ) هو لاعب كرة قدم ألماني في مركز الهجوم. شارك مع منتخب ألمانيا لكرة القدم تحت 18 سنة ومنتخب ألمانيا تحت 20 سنة لكرة القدم ومنتخب ألمانيا تحت 21 سنة لكرة القدم. أما مع النوادي، فقد لعب مع كوينز بارك رينجرز وماينتس 05 ونادي فولفسبورغ ونادي نورنبرغ ويونيون برلين و1. FSV Mainz 05 II ‏ و1. FC Nürnberg II ‏.

## وصلات خارجية
- سيباستيان بولتير على موقع قاعدة بيانات كرة القدم.إي يو (الإنجليزية)
- سيباستيان بولتير على موقع بيانات كرة القدم. دي إي (الألمانية)
- سيباستيان بولتير على موقع Soccerbase.com (لاعب) (الإنجليزية)
- سيباستيان بولتير على موقع Soccerway.com (الإنجليزية)
- سيباستيان بولتير على موقع عالم كرة القدم.نت (الإنجليزية)
- سيباستيان بولتير على موقع AS.com (الإسبانية)